# Fumin

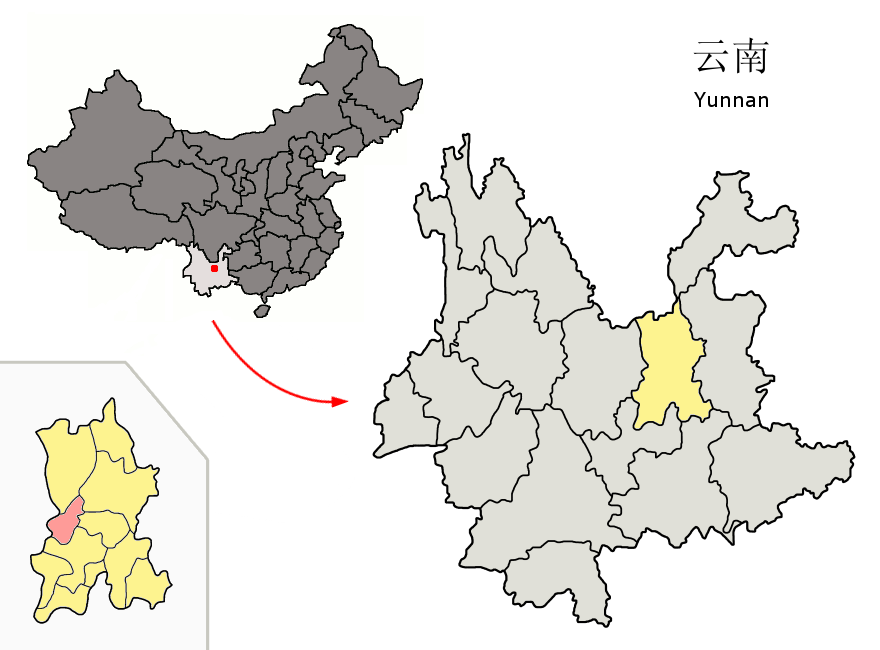
Lage des Kreises Fumin (rosa) in der bezirksfreien Stadt Kunming (gelb)

Der Kreis Fumin (富民县,  Fùmín Xiàn) ist ein Kreis in der bezirksfreien Stadt Kunming, der Hauptstadt der Provinz Yunnan in der Volksrepublik China. Er hat eine Fläche von 994,4 km² und zählt 149.506 Einwohner (Stand: Zensus 2020). Sein Hauptort ist das Straßenviertel Yongding.

## Administrative Gliederung
Auf Gemeindeebene setzt sich der Kreis aus fünf Großgemeinden und einem Straßenviertel zusammen. Diese sind:
- Straßenviertel Yongding 永定街道
- Großgemeinde Luomian 罗免镇
- Großgemeinde Chijiu 赤鹫镇
- Großgemeinde Dongcun 东村镇
- Großgemeinde Kuanzhuang 款庄镇
- Großgemeinde Sandan 散旦镇